# Уткино (станция)
У́ткино — железнодорожная станция Ярославского региона Северной железной дороги. Находится в Ярославском районе Ярославской области. По основному характеру работы является промежуточной, по объёму работы отнесена к 4 классу. Входит в Ярославский центр организации работы железнодорожных станций ДЦС-1 Северной дирекции управления движением.
Станция названа по деревне Уткино, расположенной в 1 км на юг.
В 1962 году, в ходе электрификации участка Ярославль-Главный — Данилов, станция была электрифицирована на постоянном токе 3кВ.

## Описание
Всего на станции 5 транзитных путей. На восток отходят два подъездных пути: законсервированный на ФГУП «База МТО Трансстрой» и на пути отстоя вагонов. К северу от станции есть путь к тяговой электрической подстанции.
На станции две низкие пассажирские платформы для пригородных электропоездов. Островная находится между путями № II и № 3, боковая находится с западной стороны у пути № I, рядом с ней пост электрической централизации.
К югу от станции находится охраняемый железнодорожный переезд на пересечении с автодорогой.
Поезда дальнего следования на станции не останавливаются.

## Пригородное сообщение по станции
| № поезда  | Маршрут движения            | № поезда  | Маршрут движения                        |
| --------- | --------------------------- | --------- | --------------------------------------- |
| 6225/6226 | Данилов — Телищево          | 6227/6228 | Телищево — Данилов                      |
| 6214      | Ярославль-Главный — Данилов | 6215      | Данилов — Ярославль-Главный             |
| 6220      | Ярославль-Главный — Данилов | 6217      | Данилов — Ярославль (Московский вокзал) |